# OBCブンブンリクエスト
『OBCブンブンリクエスト』（オービーシーブンブンリクエスト）は、ラジオ大阪で放送されていたラジオ番組。1986年6月から2001年9月にかけて放送されていた。

## 概要
『おっと!モモンガPart2 おもしろREVOLUTION』の後番組で、対象リスナー層を中学生、高校生に絞り込み、「リスナーが求めるものを送る」というコンセプトでスタート。本番組開始当初の一週間は通しておニャン子クラブのメンバーをゲスト出演させてサイン入りテレホンカードプレゼントという企画で仕掛け、スタート2年目までに中学生・高校生の年齢層に限ってはトップの聴取率を記録した。番組開始当初は平日22:00～24:00に放送されていたが終了時間は1990年4月に24:20まで、1992年10月に24:30まで延長。1998年度から2000年度まで3年連続ナイターオフシーズンに限り平日21:00～22:00枠で「ブンブンリクエストANNEX」（ - アネックス）が前枠番組として、本番組を1時間前倒しする形で放送されていた。パーソナリティは本番組の当時（1998年10月期、1999年10月期、2000年10月期）と同一で、1998年度と1999年度は『チャートコレクション』、2000年度は『僕らの20世紀』というサブタイトルが付いていた。
15年にわたって放送されてきたが、聴取率が徐々に下落していたことを背景に、2001年9月28日でレギュラー放送を終了した。後番組は『MEGAHITS! COUNT DOWN WEST』。

### レギュラー放送終了後の主な動き
レギュラー放送を終了してからも、長時間にわたる特別番組の1ゾーンや、特別企画による単独番組として数回復活している。
2008年12月24日の12:00から24時間にわたって編成されていた「ラジオ・チャリティー・ミュージックソン」では、『OBCブンブンリクエスト ミュージックソンスペシャル』というタイトルで22:00 - 25:00（翌25日の1:00）に生放送。歴代のパーソナリティからモンスター前塚、南かおり、石田靖、吉田ヒロ、岩崎なおあきが一堂に会した。
2018年7月16日には、「ラジオ大阪開局60周年記念特別企画」として、『一夜限りのブンブンリクエスト』を22:00 - 24:00（翌17日の0:00）に生放送。前塚・南・石田がパーソナリティを務めた。
ラジオ大阪の開局65周年および、「弁天町」（大阪ベイタワー）への本社移転30周年を記念して2023年7月17日（月曜日・海の日）の5:30 - 25:00（翌18日の1:00）に編成していた開局65周年記念番組『World Bentencho Carnival ～大阪・関西から世界へ～』では、『復活!OBCブンブンリクエスト』と称するゾーンを第3部（11:00 - 13:00）に設定。同局本社スタジオからの生放送（11時台）と大阪ベイタワー2階アトリウムからの公開生放送（12時台）を組み合わせた構成で、南・石田・吉田が全編のパーソナリティを担当したほか、公開生放送の途中からは前塚も参加した。さらに、11時台の後半には渡辺美里、12時台の前半には矢口真里をレギュラー放送に続いてゲストに迎えている。

## 歴代パーソナリティ
- 月曜
  - モンスター前塚（1986年6月～1997年9月）
  - 南かおり（1997年10月～2000年3月　火曜から移動）
  - ハリガネロック（2000年4月～2001年9月）
- 火曜
  - 横山由美子（1986年6月～1991年3月）
  - 南かおり（1991年4月～1997年9月）
    - 横山の懐妊に伴う産前産後休業を機に出演。1997年10月から担当曜日を月曜日に変更したのは、モンスター前塚の卒業による。

  - 増田英彦（ますだおかだ、1997年10月～2001年9月）、平井貴子（～2000年3月）→川原ちかよ（2000年4月～）
    - 番組イベントや増田の休暇時には、増田の相方・岡田圭右が出演した。
    - 増田は本番組の終了後も、毎日放送や朝日放送ラジオが平日で本番組と同じ時間帯に編成している生放送番組において、火曜分のパーソナリティを務めている。
- 水曜
  - 立原啓裕（1986年6月～1991年9月）
  - 吉田ヒロ、石田靖（1991年10月～1999年9月）
  - 2丁拳銃（1999年10月～2001年9月）
- 木曜
  - ハイヒールモモコ（1986年6月～1994年3月）
  - トゥナイト（1994年4月～1996年9月）
  - 山本京子（1996年10月～2000年3月）
  - 西川葉月、尾上由美（2000年4月～2001年9月）
- 金曜
  - 中井雅之（1986年6月～1991年9月、担当当時は同局アナウンサー）
  - 岩崎なおあき（1991年10月～1996年9月）
  - 森下研太郎（ピスキッズ）、西川葉月（1996年10月～2000年3月）
  - e.mu（2000年4月～2001年3月）
  - 田中秀典、前田愛（2001年4月～9月）

## 主なコーナー
- ブンブンベストテン（主なスポンサー／大阪外語専門学校、NTTドコモ関西など）

本番組の22時台に放送されていた名物コーナー。番組独自の音楽チャートベストテンを発表するほか、リスナーがチャートの上位3曲を予想し、的中させたリスナーの中から抽選で2万円が贈られる企画も合わせて行われていた。ただこのチャートがリクエスト葉書1枚を1点として集計した物から一度1位になる毎に100点、2位で50点、3位で20点が減点されるというハンデキャップ方式だったため、単純な加算方式の他のチャートと比較して、上位の予想がしにくいのが特徴だった。このハンデ方式を取り入れたのには、毎日同じ曲がかからないようにするためという目的もあった。
また、ハンデ対象曲がベストテンから転落すると、それまで累積していたハンデは消滅する仕組みだったため、ハンデの影響でベストテンから転落した曲が翌放送日のチャートで「1位返り咲き」となることも多かった（番組内でも「～回目の1位返り咲き」などと紹介された）。
末期（1997年～2001年）は「ブンブンベスト3」として放送されていた（1998年当時は23:12頃から → 2000年からは22:44頃から）。
1997年～1998年当時はベスト3前のランキングを発表する「ブンブンランキングフラッシュ」コーナーが設けられていた）。
- ブンブンカルビースーパークイズ（提供／カルビー）

いわゆるゲストコーナー。毎日23時の時報と共にスタートしていた。クイズを出題し、正答したリスナーにゲスト出演したアーティストの販促グッズなどをプレゼントしていた。一時期カルビー提供枠は「ブンブンカルビーホットコーナー」として別に存在しており、その頃は単に「ブンブンスーパークイズ」のタイトルで放送されていた（当時は特にスポンサーはなかったが、ラジオ大阪の旧社屋時代末期のみ、現社屋のある「ORC200」がスポンサーであった）。
1999年頃増田が担当していた火曜日にゲスト出演したとある女性タレントが殆ど喋らず、放送事故スレスレの状態に陥った。後に増田は『快傑えみちゃんねる』（関西テレビ）にゲスト出演した際に、そのことについてかなりの憤りを覚えたと話していた。
- NISSIN恋の伝言板（提供／日清食品）

恋愛相談コーナー。葉書が採用されたリスナーに番組特製のパスケースをプレゼントした。
同コーナーは旺文社、ロート製薬がスポンサーだった時期もあり、当然上記のタイトルの「NISSIN」の部分が変更になっていた（ロート提供時代は冠無しの「恋の伝言板」であった）。
ラジオ大阪で本番組終了後の2019年4月から平日の午前中に放送されている『ハッピー・プラス』では、南がパーソナリティを務める月曜日、このコーナーの復活版に当たる「ハピプラ愛の伝言板」を編成（2020年12月までは毎週→2021年1月以降は不定期）。リスナーのメインターゲットを「おとな」（主に40 - 60代）に定めていることから、「恋の伝言板」と趣向を変えていて（親族などを含めた）愛する人やペットに普段は伝えられないメッセージを楽曲のリクエストと共に電子メールで受け付けている。
- おかしなバトルトーク（1997年～1998年当時、水曜日のみ22:05頃から　提供／ロッテ）[5]
- ブンブンパワフルシェイク（1997年～1998年当時、24:00頃から　提供／講談社）[5]
- ブンブンシンジケート（末期2000年～2001年当時、22:10頃から）[6]
- ブンブンWAI-WAI-CAFE（末期2000年～2001年当時、23:00頃から。2001年3月までカルビー提供）[6]
- ブンブン今夜のとっておき!（末期2000年～2001年当時、23:45頃から）[6]
- Cokeスポーツニュース（提供／近畿コカ・コーラボトリング、三笠コカ・コーラボトリング）

サンケイスポーツの協力によるスポーツニュース。基本としてパーソナリティが伝えていたが、稀に後述の産経新聞ニュースの担当アナウンサーが読むこともあった。
- 産経新聞ニュース・天気予報（スポンサーは曜日替わり）

23時前のニュースコーナーで、ラジオ大阪の男性アナウンサーが担当。曜日によっては、コーナー終了後、パーソナリティに絡んでくる者もいた（特に岩崎なおあき担当日の本村忠司）。天気予報は、当時午後の番組で放送されていた「アメダス天気予報」と内容が共通。

### 各曜日ごとのコーナー
モンスター前塚の日
- ものまねコーナー
  - 色々なものまねを披露する他、リスナーから、絶対ありえないような設定のものまねリクエストにも応えていた[7]。
- ファミコン情報[7]。
- クイズ福井です
  - 1分間で12問の出題という『クイズタイムショック』と同様の形式で、前塚が福井敏雄のものまねをして出題。リスナーは電話で挑戦し、全問正解すると希望するCD一枚と本番組のノベルティグッズ一式がもらえた[8]。
- 歌って笑ってえらいこっちゃ[9]
  - 毎週テーマとなる曲を決めて、その替え歌を前塚がものまねを交えながら歌う。このコーナーでやってくれるものまねのリクエストも募集していた[10]。

横山由美子の日
- おまけだ!チェッカーズ
  - チェッカーズファンの横山の特性を生かしたコーナー。本番組の内包番組であった『おねがい!チェッカーズ』直後の放送で、毎週放送前にチェッカーズの所属事務所へ電話をし、そこで入手した最新情報から、メンバーのプライベートな情報・裏話などを話していた。全国ほとんどの地域からこのコーナー宛に葉書が送られて来ていたという所属事務所公認コーナー[7][8]。

立原啓裕の日
- ブンブンミニシアター
  - リスナーから送られてきた設定、シチュエーションで3～4分ほどのラジオドラマを製作[7]。
- 兵右衛門のコーナー → 陣左衛門のコーナー
  - 1988年当時、兵右衛門なる人物が番組に突然電話で乱入して立原とのトークを展開させ、リスナーとの間で騒ぎになっていたことがあった。この兵右衛門は名字が「小西」で「ひょうたん山」に住んでいる老人という設定。しかしその正体は立原本人であったことが、ゲスト出演したTHE ALFEEの桜井賢が番組中でネタばらしをしたために明らかになった。それも束の間、直後には兵右衛門に代わり陣左衛門なる人物が電話での乱入を始め、騒ぎは続くことになった[11]。
- 寒いぞー／暑いぞー
  - 毎回「寒いぞー」では冬らしい、「暑いぞー」では夏らしいお題を出し、それに沿った俳句または短歌を募集[8]。季節が変わると共に両者コーナーが交互に登場していた[9]。
- 天狗さんいらっしゃい
  - 「寒いぞー」に代わり、1990年1月スタート。「大きいもの」など毎回お題を出し、リスナーからはそれに沿った自慢話（実話、作り話どちらでも可）を募集。一番大きな自慢をしたとしたリスナーにオリジナルグッズが贈られた[12]。

ハイヒールモモコの日
- 私は見た![7]。
- 実録!教育現場 今学校では
  - タイトルほど内容は堅くなく、学校内での目撃話、変な校則など、リスナーから送られて来た自分の通う学校や身の周りの出来事など、世間一般が知らないような話題を紹介していた[8]。

中井雅之の日
- おい!中井
  - 中井が仕事という名目でゲストのアイドルに「中井さん」と優しく呼ばせたり、求婚までしたりと「番組を私物化」しているとされたことから、リスナーから「おい!中井」の言葉で始まる抗議の葉書が殺到。最初はこれらの葉書を紹介するコーナーだったが、あまりにその数が多くなったことから、コーナーのタイトルに『風流編』を付けてリニューアル、募集するネタも「おい!中井」で始まる短歌、俳句調に短くする形式に改めた[7]。
- よろず相談室
  - リスナーからの悩み事などの相談に中井が回答していた[8]。
- それ行け中井の尻まくり
  - 本番組内で内包番組として放送していた『田村英里子のマシュマロワンダーランド』にて、田村英里子が様々なことに挑戦していた『エリコの腕まくり』コーナーがあったが、これが「あまりに馬鹿馬鹿しい」と思った中井が同コーナーのパロディ的に開始。中井もこの『腕まくり』で実際の放送内容と同じようなことに挑戦していた[13] が、わずか一か月ほどで終了[14]（田村英里子のマシュマロワンダーランド#主なコーナー・企画も参照）。
- BGM当てクイズ
  - 当時金曜日では『ブンブンベストテン』ベスト3の発表時にその日にちなんだBGMを流していたが、そのBGMで流していた曲のタイトルを当てるクイズ。正解者にはノベルティグッズが贈られていた[15]。

ハリガネロックの日
- おかしなバトルトーク（22:02頃オープニング直後）[6]

その他
- 本番組内のニュース担当のアナウンサーへの質問[13]

### 内包していた番組
※金曜日等に存在した地方局向け裏送り版も放送されている。
- ライオンミュージックビレッジ おねがい!チェッカーズ（～1991年2月、23:10 - 23:23　ニッポン放送制作）
- 西村知美の今夜もパジャマ気分 （提供／PENTAX（旭光学）、1988年4月～1989年10月、23:45 - 23:55　文化放送制作）
- 田村英里子のマシュマロワンダーランド （提供／旺文社、1989年4月～1989年10月、23時台　文化放送制作）
- ライオントークビレッジ アイドル危機一髪!公開質問状 （1991年3月～1991年10月、23:15 - 23:29　パーソナリティ：伊集院光　ニッポン放送制作）
- ライオントークビレッジ 加勢大周 ワイルドで行こう （1991年10月～1993年9月、23:15 - 23:29　ニッポン放送制作）
- 水野美紀 ふたりのアトリエ （提供／サンギ、1996年4月～、24:15 - 24:25　文化放送制作）
- STOP THE SMAP（提供／大鵬薬品、文化放送制作、スポンサーはラジオ大阪独自）
- V6のカミセンミュージアム（提供／大鵬薬品、ニッポン放送制作）

## ブンブンベストテン年間1位曲
| 年度   | 曲名           | 歌手名          |
| ------ | -------------- | --------------- |
| 1994年 | Don't Leave Me | B'z             |
| 1995年 | LOVE PHANTOM   | B'z             |
| 1996年 | 名もなき詩     | Mr.Children     |
| 1997年 | White Love     | SPEED           |
| 1998年 | HONEY          | L'Arc〜en〜Ciel |
| 1999年 | Winter,again   | GLAY            |